# Linia kolejowa Argentan – Granville
Linia kolejowa Argentan – Granville – linia kolejowa we Francji. Łączy Argentan z Granville. Jest przedłużeniem linii kolejowej z Paryża.
Według klasyfikacji Réseau ferré de France ma numer 405 000.